# Étouvelles
Étouvelles ist eine französische Gemeinde mit 207 Einwohnern (Stand 1. Januar 2022) im Département Aisne in der Region Hauts-de-France (vor 2016 Picardie). Sie gehört zum Arrondissement Laon und zum Kanton Laon-2.

## Geografie
Die Gemeinde Étouvelles liegt im Norden des Höhenzuges Chemin des Dames am Bach Ardon, neun Kilometer südsüdwestlich von Laon. Durch das Gemeindegebiet von Étouvelles führt die RN 2. Nachbargemeinden von Étouelles sind Chivy-lès-Étouvelles im Norden, Nouvion-le-Vineux im Osten, Laval-en-Laonnois im Süden sowie Vaucelles-et-Beffecourt im Westen.

## Geschichte
Am 9. und 10. März 1814 war Étouvelles Schauplatz von Kampfhandlungen der Schlacht bei Laon zwischen der französischen Armee unter Napoleon Bonaparte und der preußischen Armee unter Gebhard Leberecht von Blücher.
Während des Ersten Weltkriegs war das Dorf vom 2. September 1914 bis zum 13. Oktober 1918 von der deutschen Armee besetzt. Angesichts des Leidens der Bevölkerung in den vier Jahren der Besatzung und der Beschädigung von Gebäuden wurde der Ort am 17. Oktober 1920 mit dem Croix de Guerre 1914–1918 ausgezeichnet.

### Bevölkerungsentwicklung
| Jahr                       | 1962 | 1968 | 1975 | 1982 | 1990 | 1999 | 2006 | 2012 | 2021 |
| Einwohner                  | 149  | 145  | 121  | 172  | 207  | 199  | 207  | 219  | 207  |
| Quellen: Cassini und INSEE |      |      |      |      |      |      |      |      |      |

## Sehenswürdigkeiten
- Kirche Saint-Martin, Monument historique

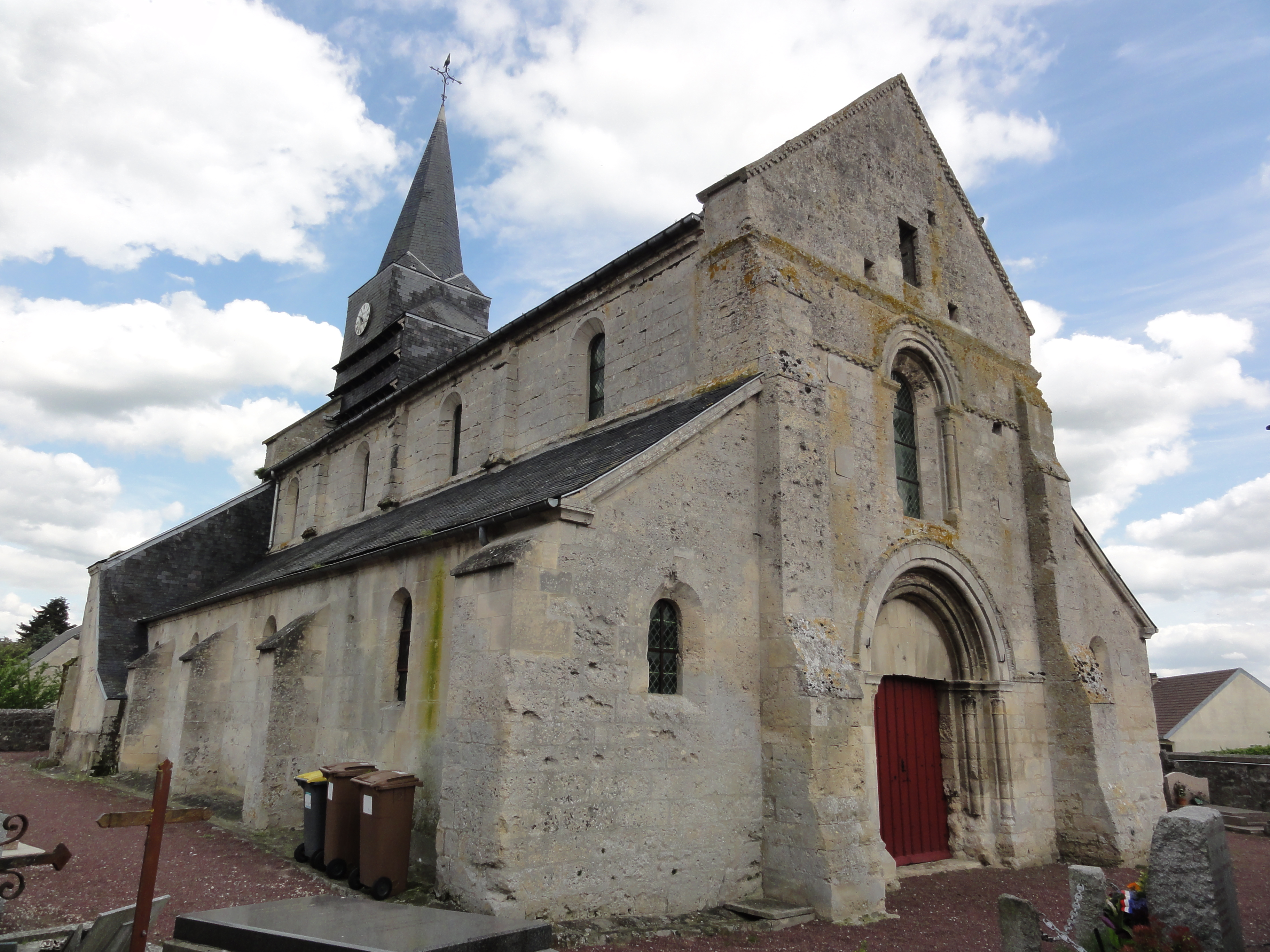
Kirche Saint-Martin
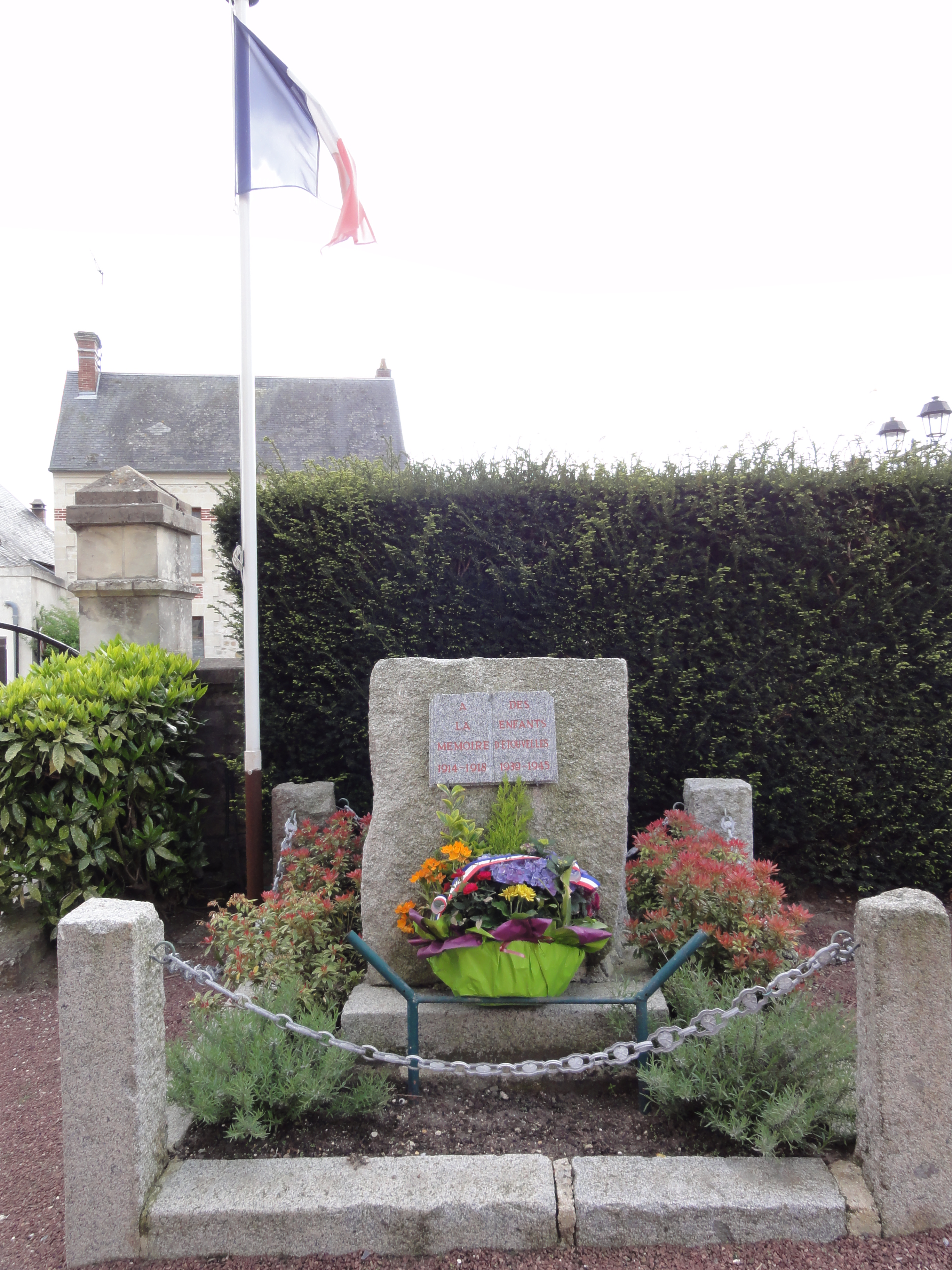